# Ste-Marie-Madeleine (Domont)

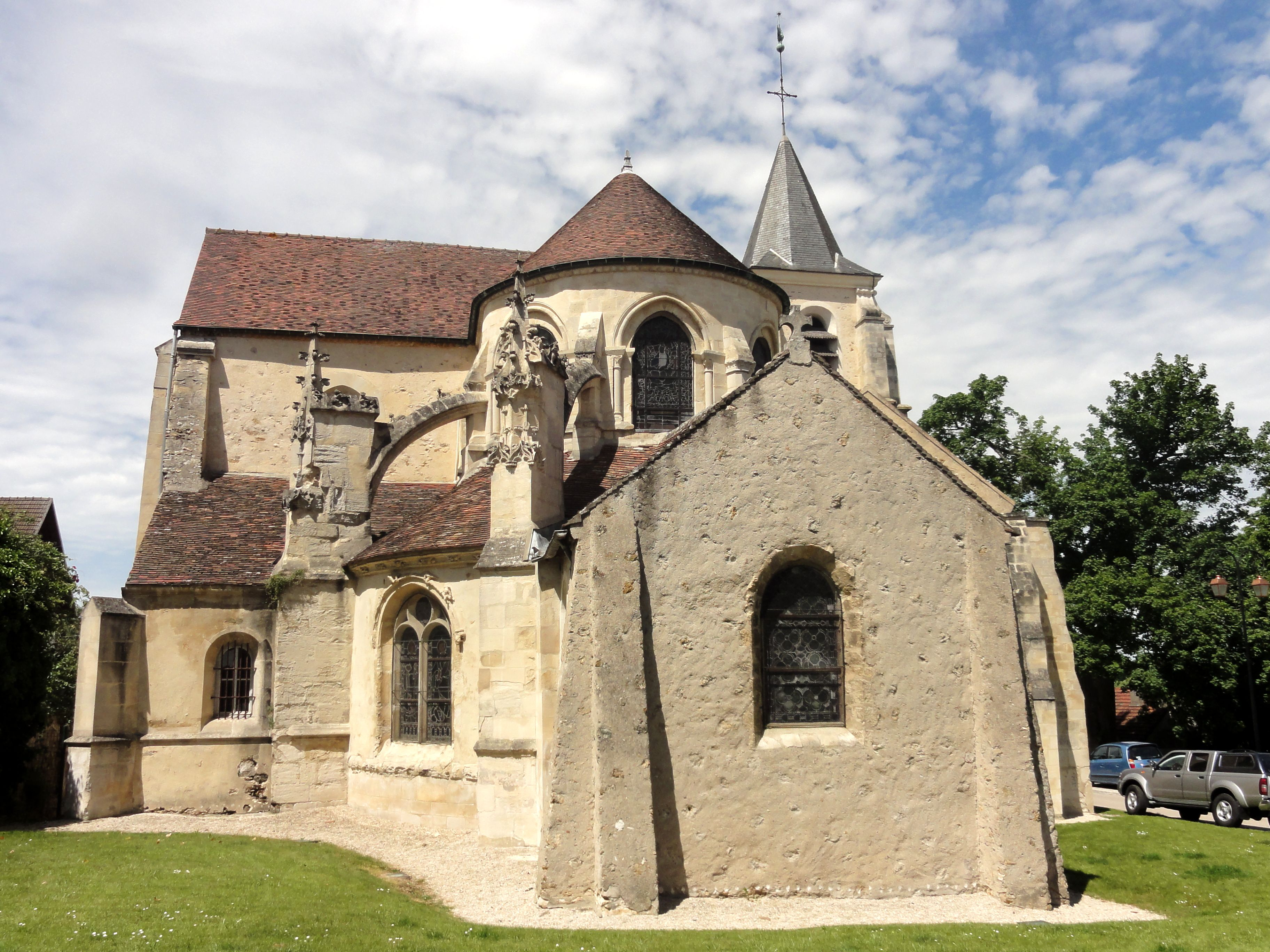
Pfarrkirche Sainte-Marie-Madeleine, Chorhaupt

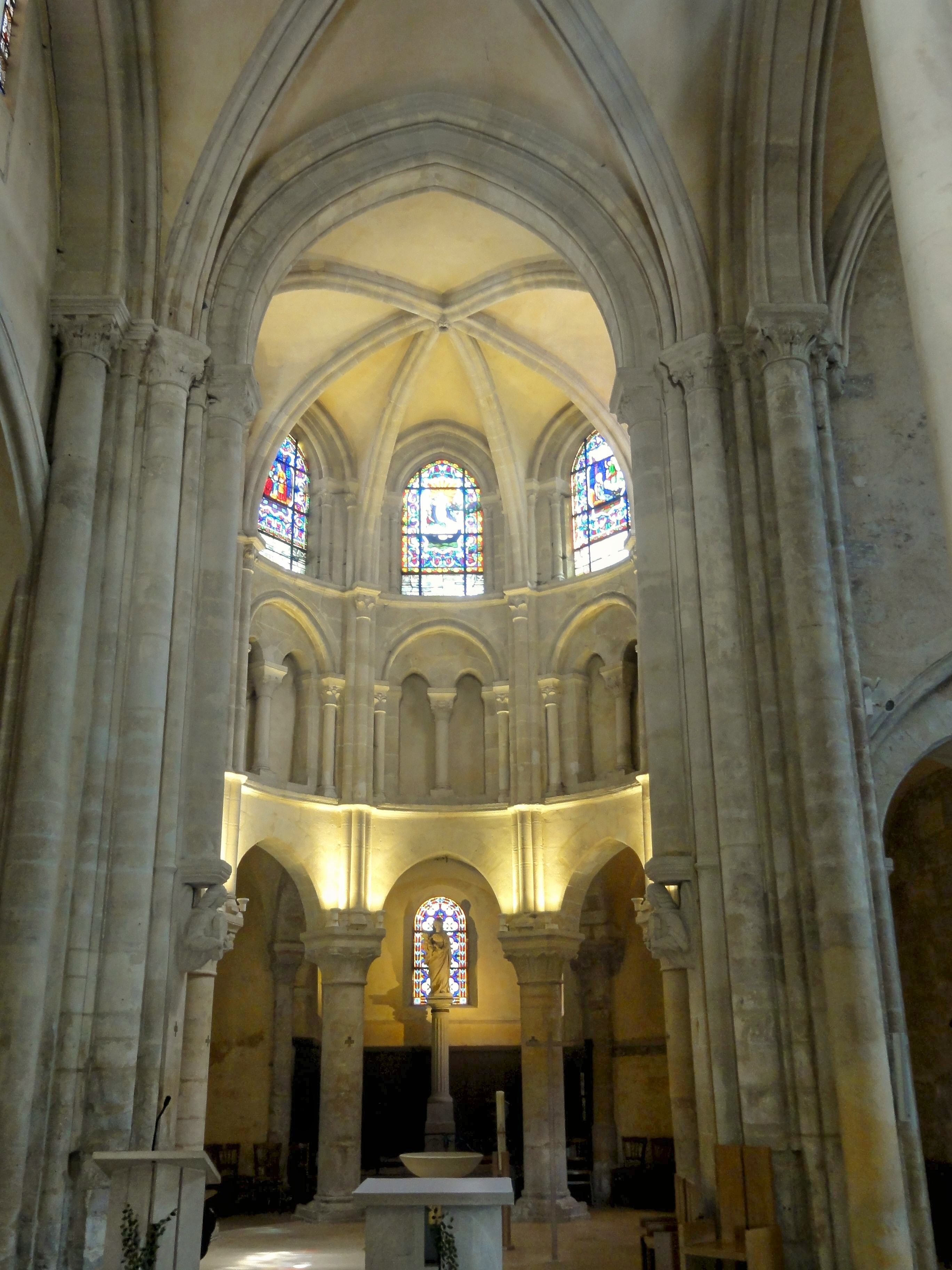
Chor

Die katholische Pfarrkirche Sainte-Marie-Madeleine in Domont, einer Gemeinde im Département Val-d’Oise in der französischen Region Île-de-France, wurde in der zweiten Hälfte des 12. Jahrhunderts im Übergangsstil zwischen Romanik und früher Gotik errichtet. Aus dieser Zeit sind der Chor und die Vierung erhalten. Diese wurden 1913 als Monument historique in die Liste der Baudenkmäler in Frankreich aufgenommen.

## Geschichte
Von den Ursprüngen der Pfarrei haben sich keine Dokumente erhalten. Aus einer Urkunde aus dem Jahr 1108 geht hervor, dass die damaligen Grundherren, die Familie Le Bel, die Pfarrkirche von Domont dem Benediktinerpriorat Saint-Martin-des-Champs in Paris überließen. Der Prior von Saint-Martin richtete daraufhin in Domont ein Priorat ein, in dem bis zu sieben Ordensbrüder lebten. Das Kloster erhielt bedeutende Güter der Familie Le Bel, deren Mitglieder, zu denen auch die Herren von Villiers gehörten, sich in der Kirche bestatten ließen.
Um beiden Funktionen – Kloster- als auch Pfarrkirche – gerecht zu werden, wurde zwischen 1150 und 1180 eine neue Kirche errichtet. Sie bestand aus einem Chor, einem Chorumgang, einer quadratischen Chorscheitelkapelle, einem Querhaus und einem Schiff, das länger war als das heutige. Unter der Vierung war der Mönchschor mit Chorgestühl untergebracht, der durch ein Gitter oder einen Lettner abgetrennt war. Der Notre-Dame geweihte Altar der Klosterkirche befand sich im Chor und der Maria Magdalena geweihte Altar der Pfarrkirche im nördlichen Querschiff.
Im 16. Jahrhundert wurde die Kirche umgebaut. Das Langhaus besaß Bleiglasfenster aus der Renaissance, von denen nichts mehr erhalten ist.
In der zweiten Hälfte des 18. Jahrhunderts führten die Streitigkeiten zwischen dem Kloster und der Pfarrei über den Unterhalt der Kirche zu ihrem Verfall. Im Jahr 1779 stürzte das Langhaus teilweise ein, in den Jahren 1782 bis 1786 musste man den Glockenturm abtragen und im Jahr 1785 verlegte man den Gottesdienst der Pfarrgemeinde in eine benachbarte Scheune.
Während der Französischen Revolution wurde das Priorat aufgelöst und man erwog kurzzeitig den Bau einer neuen Pfarrkirche. Da allerdings die Geldmittel fehlten, beschloss man 1796, die alte Kirche wieder für den Gottesdienst herzurichten. 1850 wurde ein neuer Glockenturm errichtet und das nördliche Querhaus wieder aufgebaut. Es folgte ein neues Schiff mit drei Jochen im Stil der Neugotik, dessen Höhe dem Chor angepasst wurde. Der Skulpturenschmuck wurde erst während der umfassenden Renovierung in den Jahren 2004/05 ausgeführt.

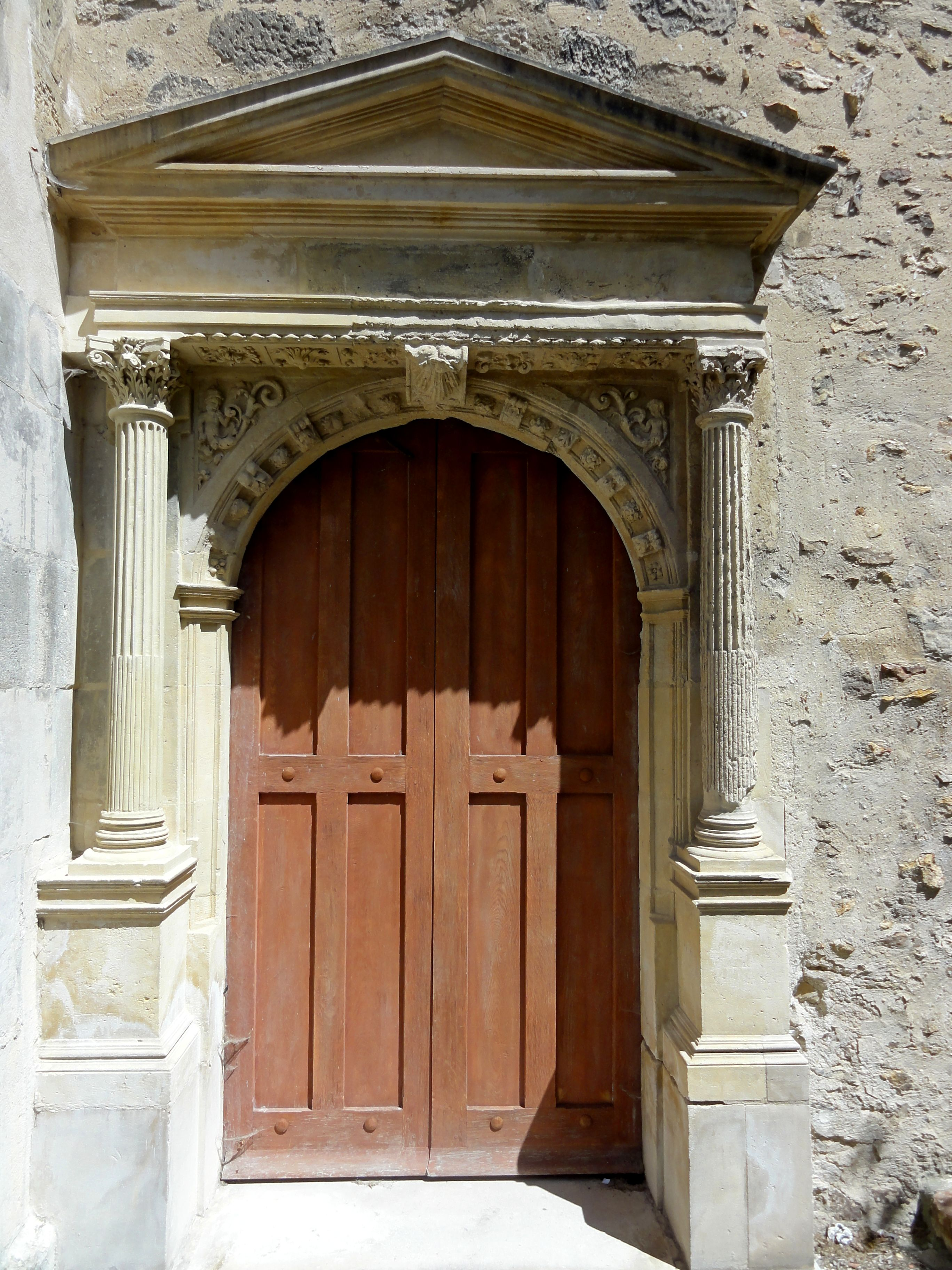
Portal des südlichen Querhauses

## Architektur

### Außenbau
Das Chorhaupt aus der frühen Gotik wird von kräftigen Strebepfeilern gestützt. Die Strebebögen der Nordseite wurden im 16. Jahrhundert umgestaltet und mit Fialen und Drachen im Stil der Flamboyant-Gotik versehen. Die Strebebögen auf der Südseite wurden Ende des 19. Jahrhunderts erneuert. Dem Chorumgang ist die quadratische Chorscheitelkapelle vorgelagert.
Die neugotische Fassade wird von Strebepfeilern gerahmt und von einer achtteiligen Rosette durchbrochen. Im südlichen Querhaus hat sich ein Renaissance-Portal erhalten.

### Innenraum

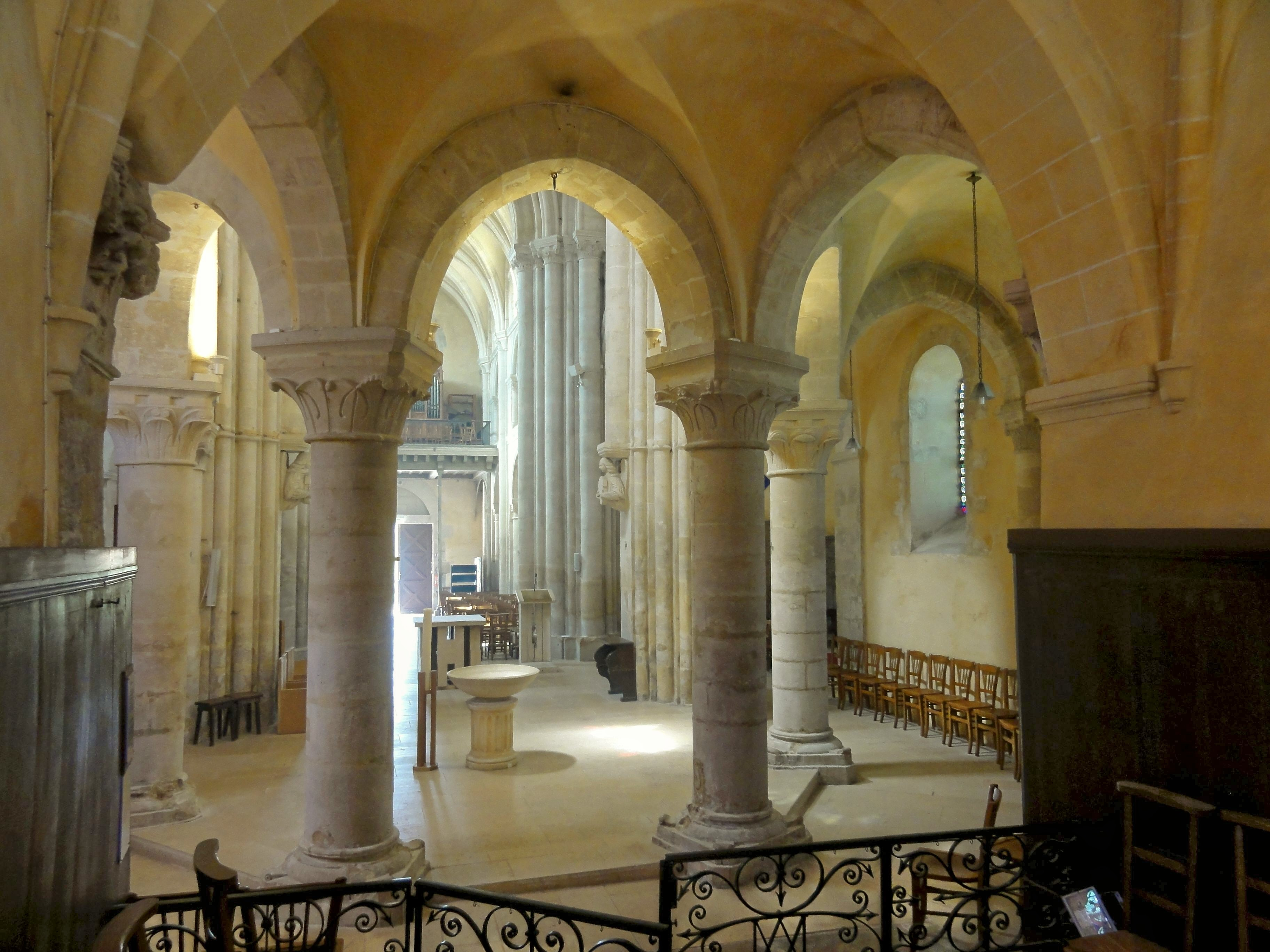
Chorumgang

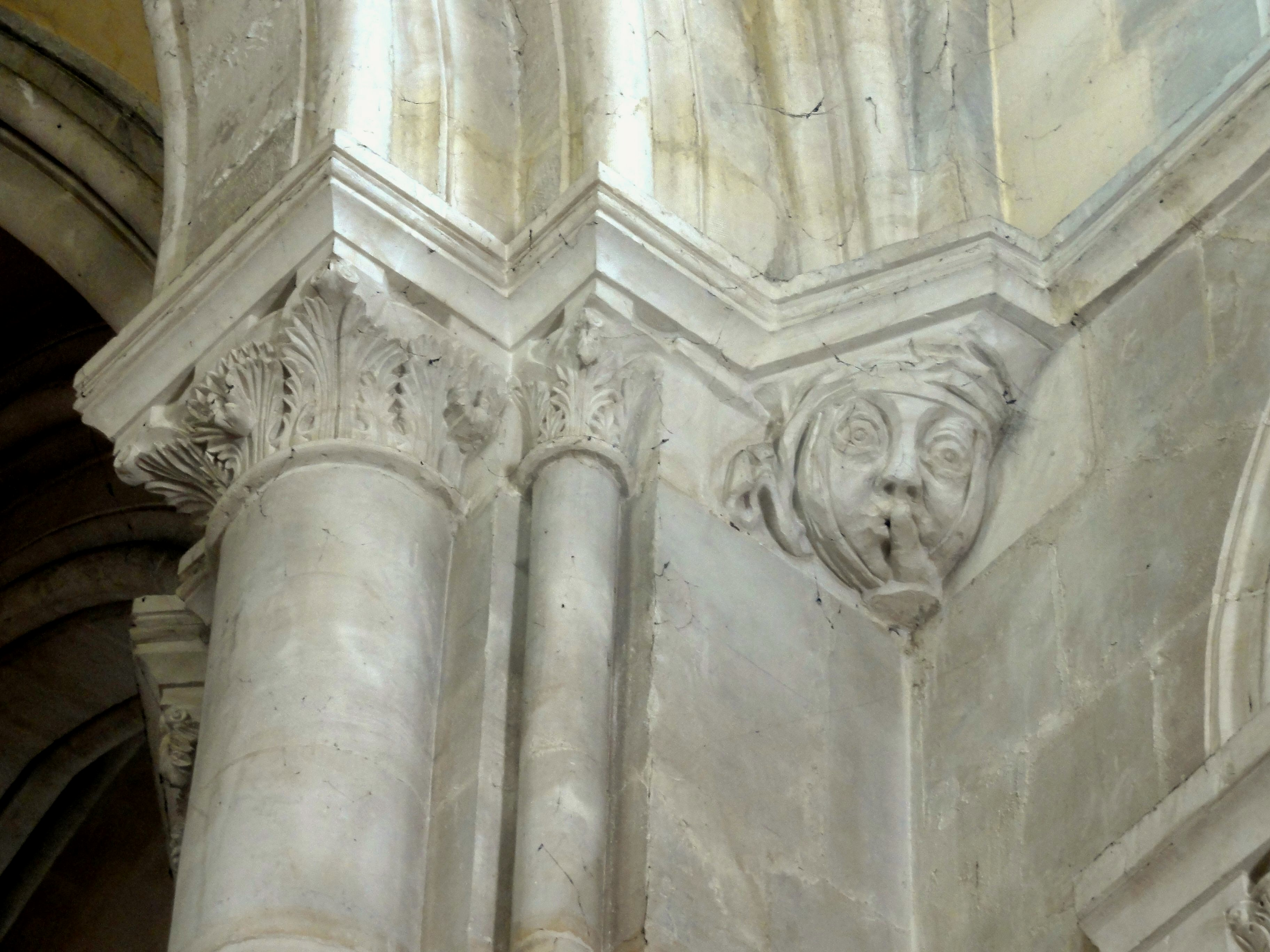
Kapitelle und Konsole

Der einjochige Chor besitzt ein sechsteiliges Kreuzrippengewölbe. Zum Chorumgang, der von einem Kreuzgratgewölbe gedeckt wird, öffnen sich leicht zugespitzte Arkaden, die auf Säulen mit Blattkapitellen aufliegen. Darüber verläuft ein Blendtriforium mit Zwillingsarkaden. Die Oberfenster werden von schlanken Säulen gerahmt.
Die Gewölbebögen ruhen zum Teil auf Konsolen, die mit Köpfen skulptiert sind.
Das Renaissanceportal des südlichen Querhauses weist in der Laibung das Relief eines Feuersalamanders auf, das Emblem des französischen Königs Franz I., wodurch es sich in die 1540er Jahre datieren lässt.

## Bleiglasfenster
Die Bleiglasfenster im Chor und im Querschiff wurden zwischen 1860 und 1887 geschaffen. Die Fenster der Seitenschiffe stammen aus dem Jahr 1945 und wurden in den Werkstätten der Métiers d'Art hergestellt. Ein Fenster im Chor mit der Darstellung der Kreuzigung Christi trägt die Signatur Atelier de Taizé 1971.

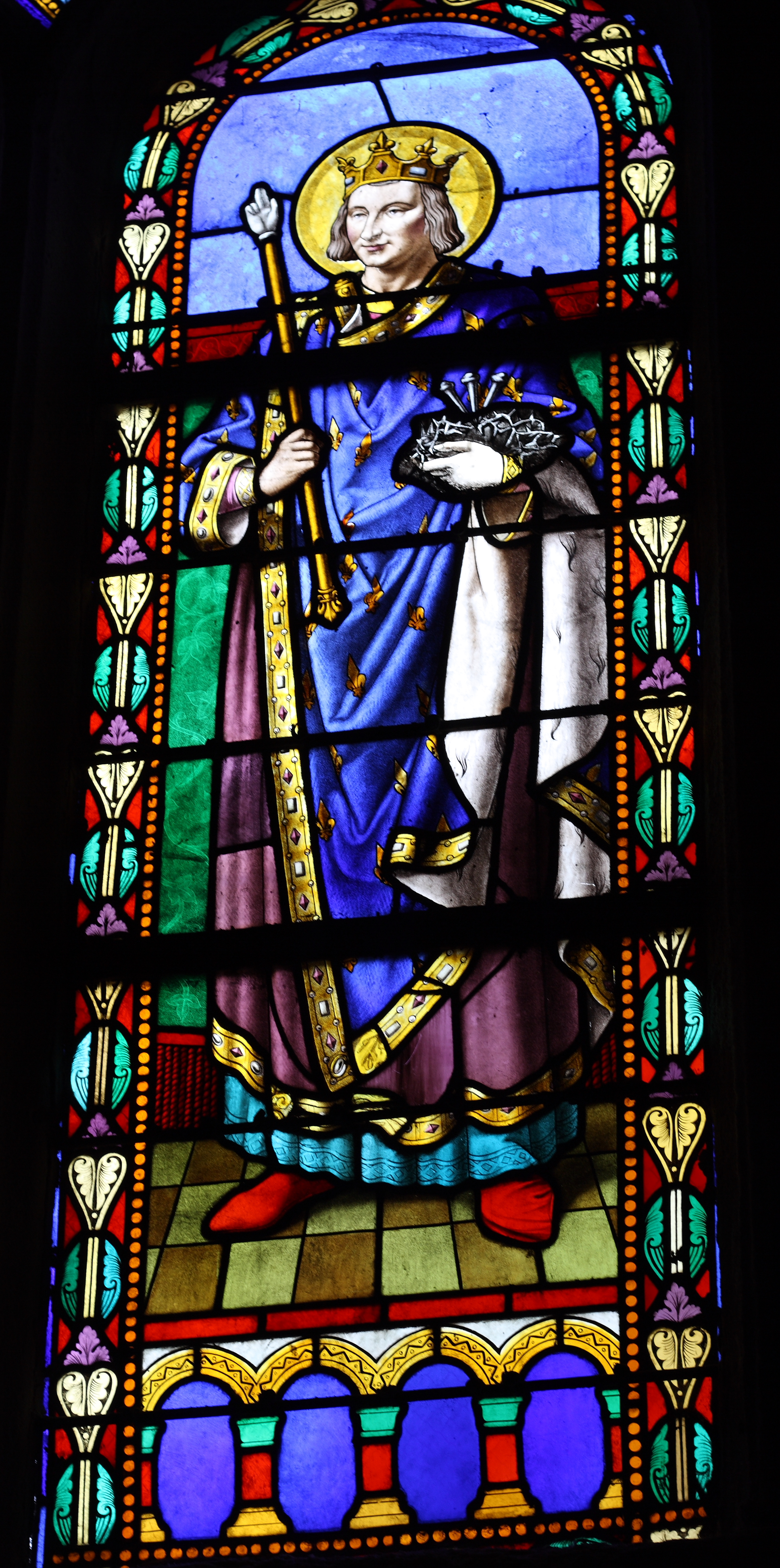
Ludwig der Heilige
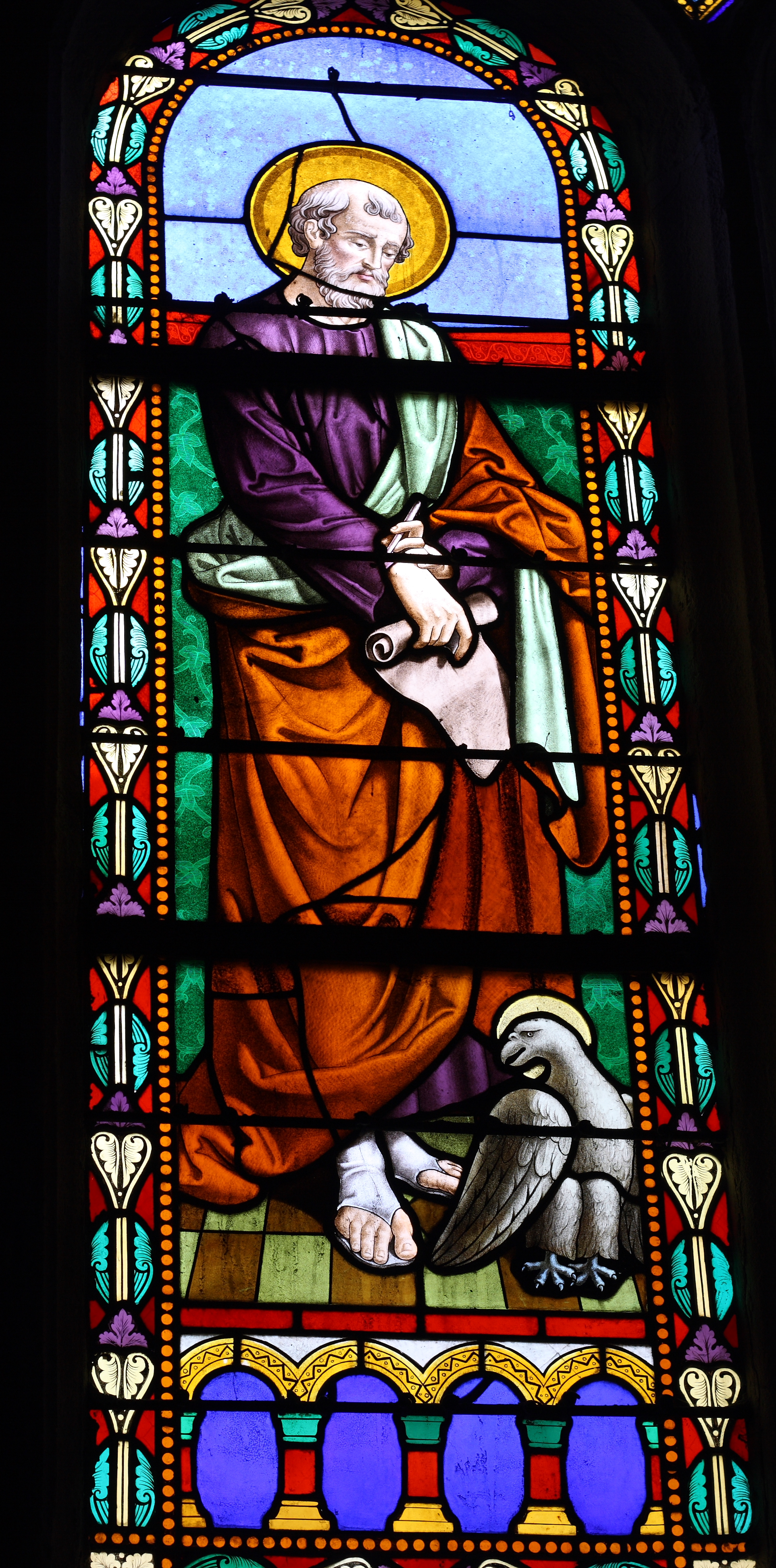
Evangelist Johannes
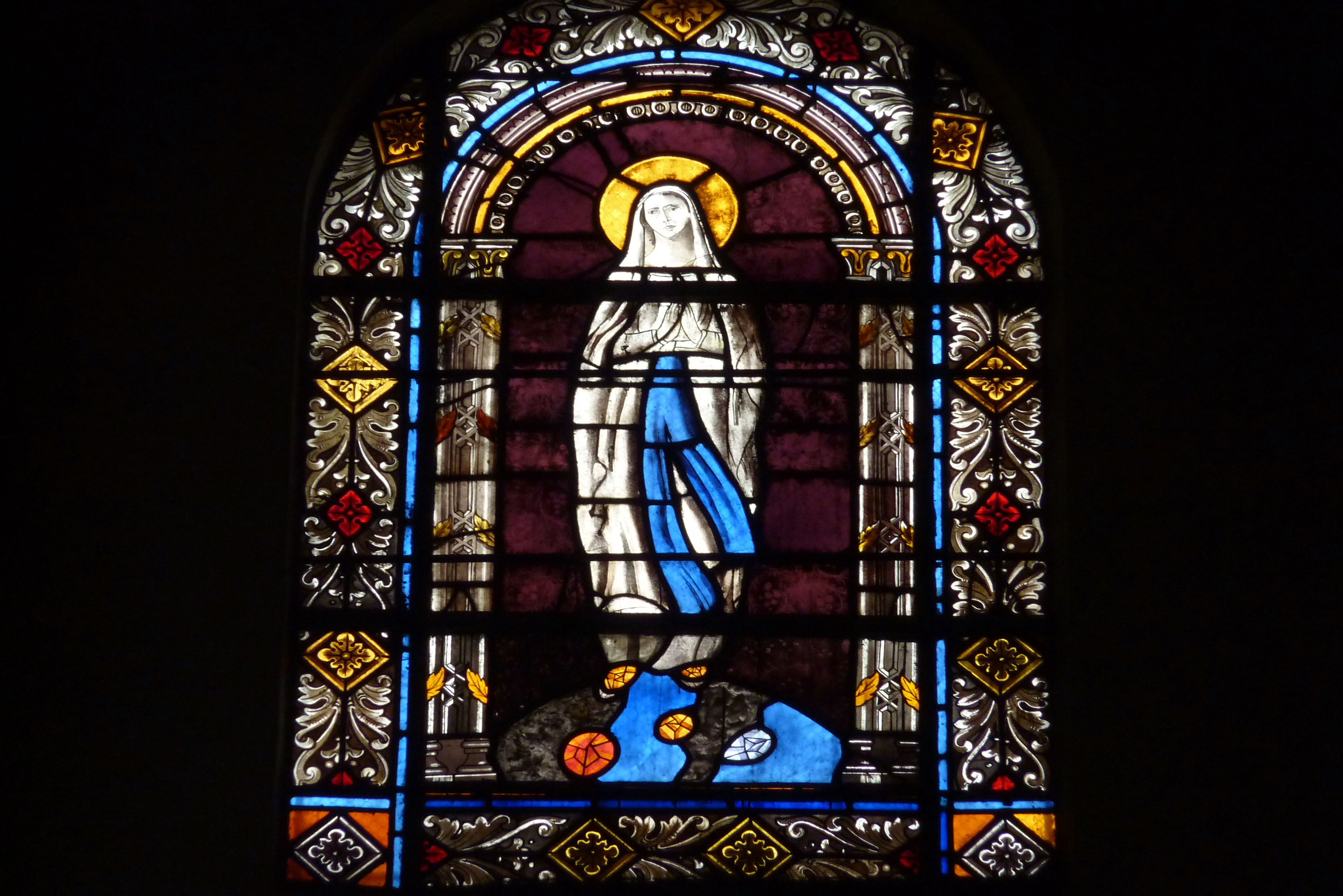
Maria
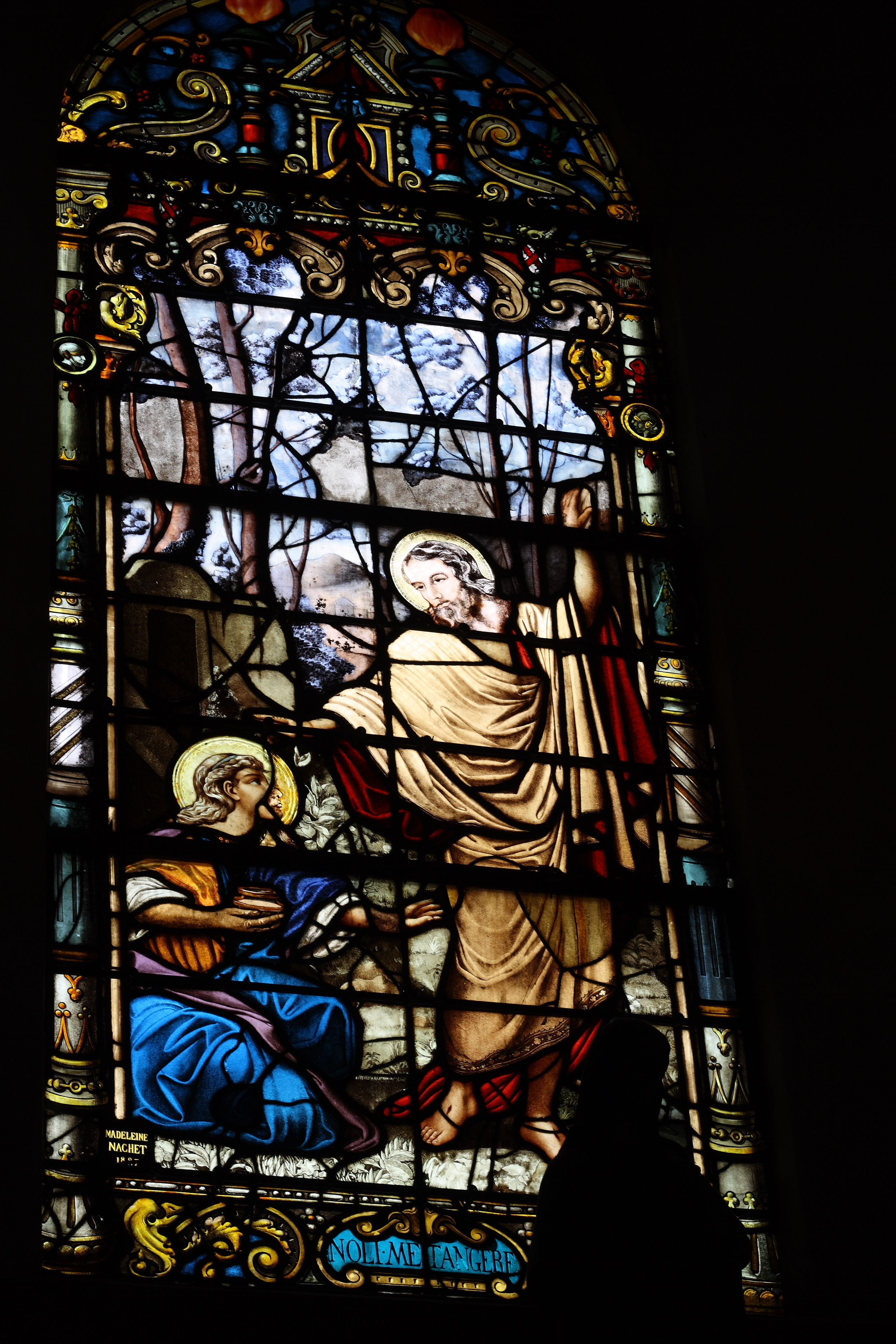
Noli me tangere

## Grabplatten
In der Kirche sind bedeutende Grabplatten erhalten. Die ältesten stammen aus dem 14. Jahrhundert wie die für Jean de Villers, der im Jahr 1360 starb.

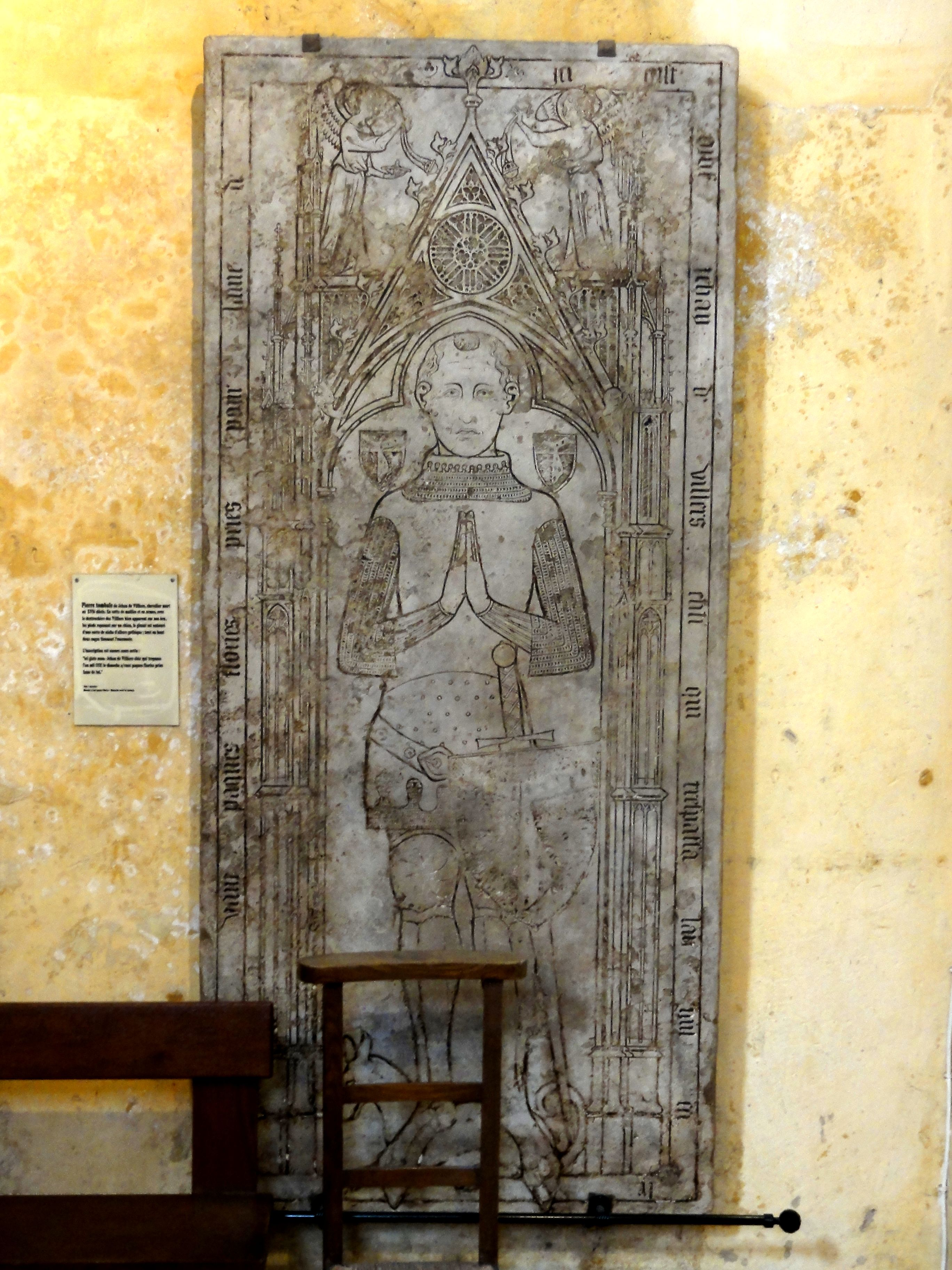
Grabplatte für Jehan de Villiers
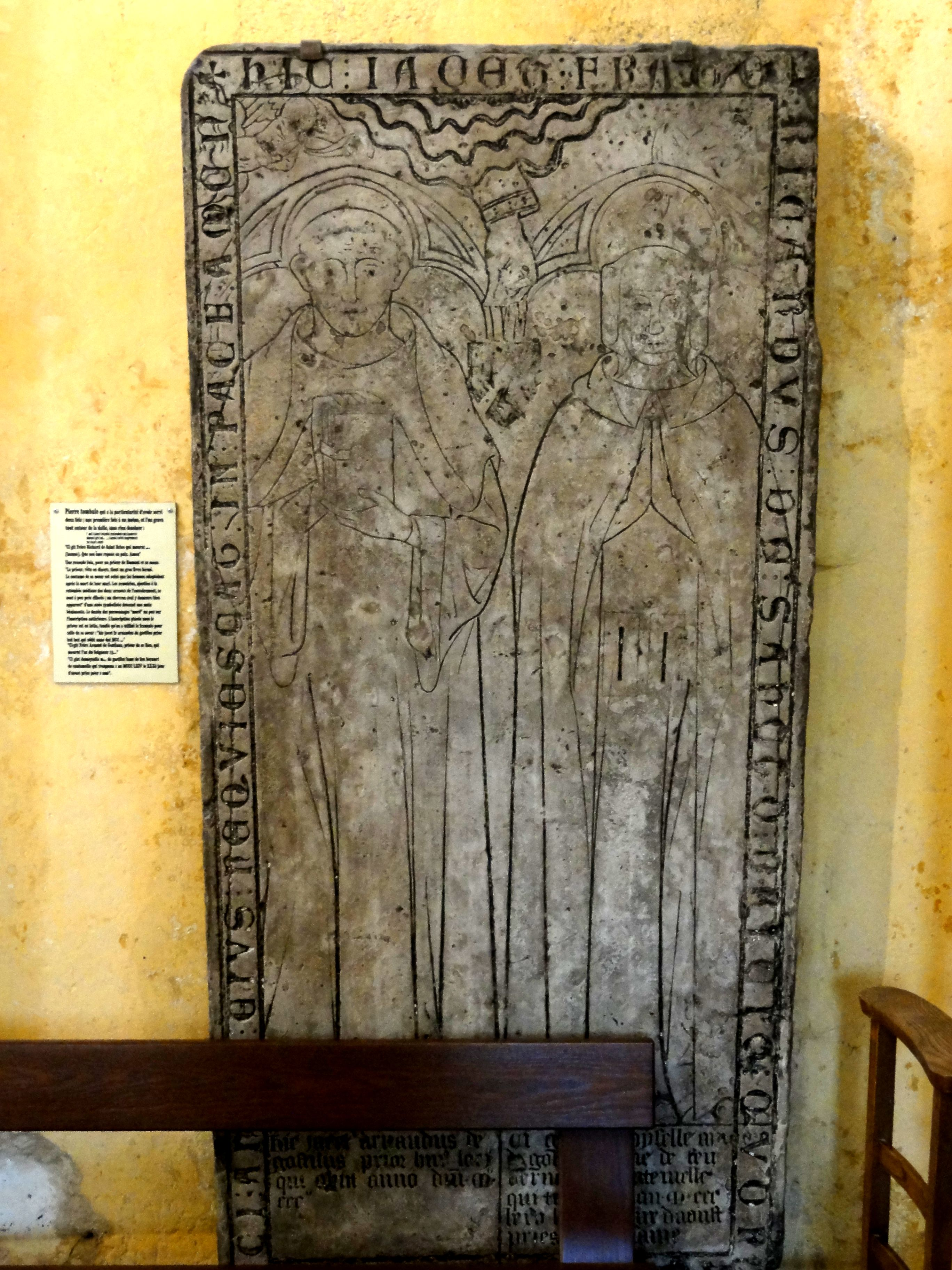
Grabplatte für Arnaud de Gastiles und Marie de Cantemelle
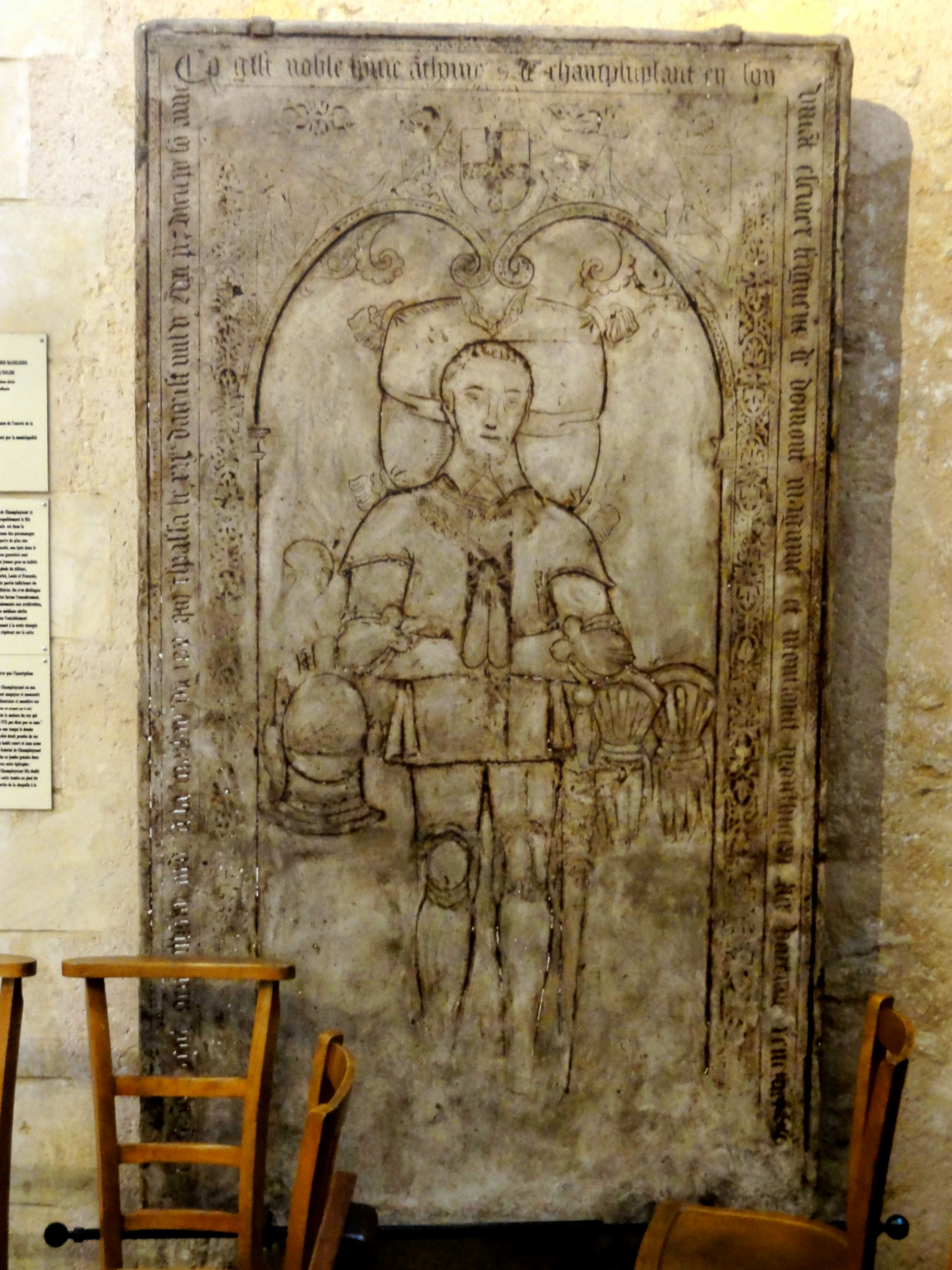
Grabplatte für Antoine Champluysant und seine drei Söhne
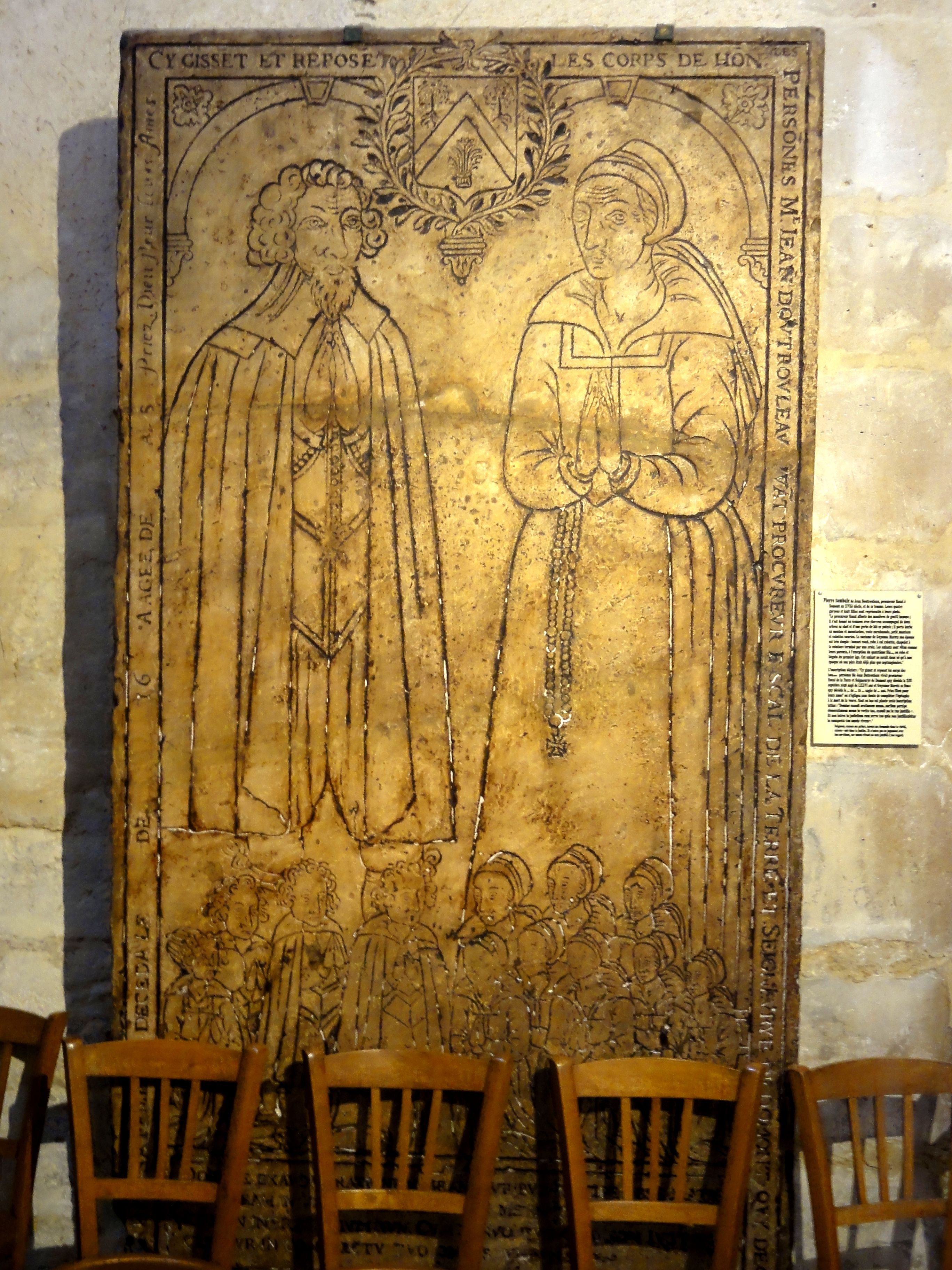
Grabplatte für Jean Doutrouleau, seine Frau Françoise Basset und ihre dreizehn Kinder